# 侯鸿鉴
侯鸿鉴（1872年—1961年），字葆三，号病骥，江苏无锡人，清末秀才出身，中國教育家，江苏近代教育的开拓者。早年就读于上海南洋公学师范院，后与顾倬同往日本宏文學院学习，攻读师范专业，毕业回国后，在无锡陆续创办了单级小学、竞志女学、速成师范等学校。辛亥革命之后，曾先后担任集美学校校长、福建教育厅秘书、上海致用大学校长。著有《西北漫游记》、《南洋旅游记》等书籍。

## 简介
侯鸿鉴生于清同治十一年（1872年）。光绪十六年（1890年）至光绪二十二年（1896年），侯鸿鉴四次参加科举考试均未有所获。光绪二十三年（1897年），侯鸿鉴考入上海南洋公学师范院，为南洋公学首届师范生。光绪二十四年（1898年）应岁试中秀才。光绪二十八年（1902年），留学日本，就读于东京弘文学院师范科，归国后于光绪三十一年（1905年）出资兴办竞志女学（今无锡市东林中学）。竞志女学为中国近代早期女学堂之一，同时也是无锡当地最早的女校和中学。民国七年（1918年），侯鸿鉴出任集美学校第二任校长。民国十三年（1924年）3月至8月间，侯鸿鉴进行了环球旅行，期间走访了美国、法国、德国、瑞士、英国以及意大利，并拜访了旅居当地氏华人华侨，例如徐悲鸿、华兼善、荣瑞馨、顾毓琇、薛祖康等人。旅行结束归国后综合沿途所见所闻撰写了《环球旅行记》。

## 家庭
女儿，侯毓汾，染料化学专家。